# 冷开场
冷开场（英語：cold open）是电影、电视节目中的一种叙事技巧，指的是在片头、片头名单播放之前直接跳入故事情节。对于电视节目而言，有理论认为这会让观众尽快融入到情节当中，从而减少他们在片头广告中换台的可能性。此外，冷开场还有可能用作上集剧情回顾。
早期的冷開場代表為東映動畫朝日放送製作星期日早上8時30分動畫《小魔女DoReMi》為範例都會在主題歌之前播映大概20秒的介紹片段，成為該作品的特色之一。其後也在2004年同時段開始播放的動畫「光之美少女系列」以同一手法去介紹每集內容。現今大多數動畫都有冷開場。